# Hymenonema graecum
Hymenonema graecum ist eine Pflanzenart aus der Gattung der Hymenonema in der Familie der Korbblütler (Asteraceae).

## Merkmale
Hymenonema graecum ist ein ausdauernder Schaft-Hemikryptophyt, der Wuchshöhen von 20 bis 70 Zentimetern erreicht. Die Blätter sind fiederspaltig. Ihre Endzipfel sind bis zu 10 Millimeter breit. Die Zungenblüten sind gelb und weisen gelegentlich einen purpurnen Fleck am Grund auf. Der Pappus ist mehr oder weniger gleichförmig und besteht aus lanzettlichen Schuppen mit endständigem federigem Haar.
Die Blütezeit reicht von Mai bis Juli.

## Vorkommen
Hymenonema graecum kommt in der Kardägäis vor. Die Art wächst auf Salzböden (am Meer).